# Mont-Tramelan
Mont-Tramelan (německy Bergtramlingen) je obec v okrese Bernský Jura v kantonu Bern ve Švýcarsku. Žije zde 122 obyvatel.

## Geografie
Mont-Tramelan leží v nadmořské výšce 1060 m, vzdušnou čarou 17 km severozápadně od Bielu, nedaleko Tramelanu. Roztroušené osídlení se rozkládá severně od jurského masivu Montagne du Droit, na okraji náhorní plošiny Franches-Montagnes.
Území obce o rozloze 4,6 km² zahrnuje část na severním úbočí antiklinály Montagne du Droit a na severu sousední Franches-Montagnes. Na úplném severu zasahuje území až k okraji rašeliniště La Tourbière. Nejvyšší bod Mont-Tramelan se nachází v nadmořské výšce 1200 m na severním svahu Montagne du Droit. Obec leží v povodí řeky Trame, levostranného přítoku řeky Birs. Podél jižního svahu hřebene Montbautier mezi Tramelanem a Tavannes se rozkládá malá obecní exkláva. V roce 1997 tvořila zastavěná plocha 4 % rozlohy obce, lesy a háje 36 % a zemědělství 60 %.
Rozptýlené osídlení Mont-Tramelan se skládá z četných jednotlivých farem, včetně usedlosti Les Vacheries Brunier v průsmyku, který přechází z Tramelanu do Les Breuleux. Sousedními obcemi Mont-Tramelanu jsou Courtelary, Cortébert, Corgémont, Tramelan, Tavannes a Saicourt v kantonu Bern a Les Breuleux v kantonu Jura.

## Historie
Oblast Mont-Tramelan byla na počátku 17. století znovu osídlena anabaptisty, kteří byli předtím vyhnáni z Emmentalu. První zmínka tak pochází až z roku 1647 (la Montagne).
Až do roku 1797 obec podléhala basilejskému knížecímu biskupství. V letech 1797–1815 patřil Mont-Tramelan k Francii a zpočátku byl součástí départementu Mont-Terrible, který byl v roce 1800 sloučen s départementem Haut-Rhin. Na základě rozhodnutí Vídeňského kongresu připadla obec v roce 1815 kantonu Bern, kde byla přiřazena k okresu Courtelary.

## Obyvatelstvo

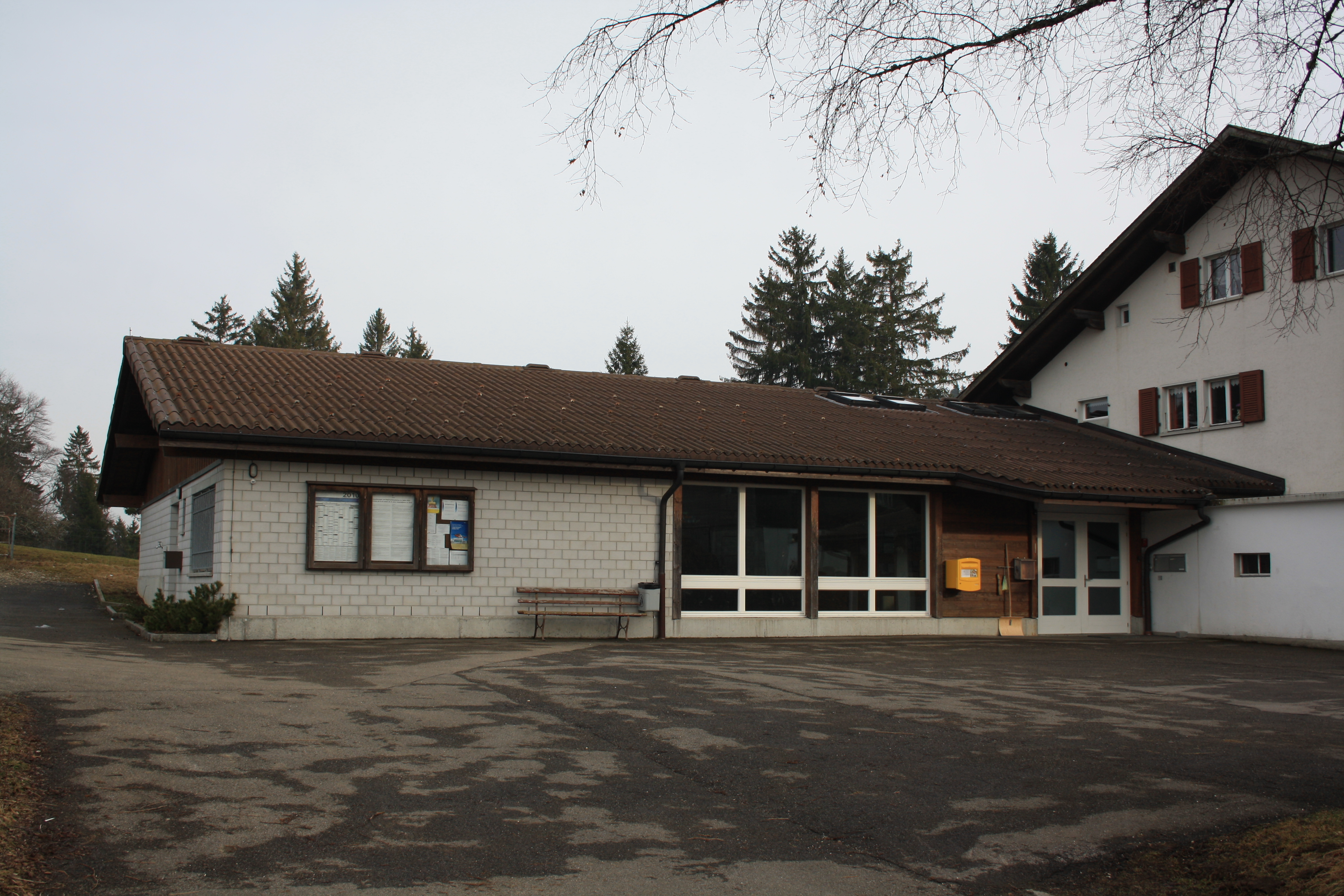
Škola

| Vývoj počtu obyvatel | Vývoj počtu obyvatel | Vývoj počtu obyvatel | Vývoj počtu obyvatel | Vývoj počtu obyvatel | Vývoj počtu obyvatel | Vývoj počtu obyvatel | Vývoj počtu obyvatel | Vývoj počtu obyvatel | Vývoj počtu obyvatel | Vývoj počtu obyvatel | Vývoj počtu obyvatel |
| -------------------- | -------------------- | -------------------- | -------------------- | -------------------- | -------------------- | -------------------- | -------------------- | -------------------- | -------------------- | -------------------- | -------------------- |
| Rok                  | 1850                 | 1900                 | 1910                 | 1930                 | 1950                 | 1960                 | 1970                 | 1980                 | 1990                 | 2000                 |                      |
| Počet obyvatel       | 169                  | 149                  | 146                  | 126                  | 134                  | 139                  | 127                  | 129                  | 125                  | 116                  |                      |

### Jazyky
Z celkového počtu obyvatel je 70,7 % německy mluvících, 25,9 % francouzsky mluvících a 2,6 % srbochorvatsky mluvících (stav v roce 2000).
To, že je obec převážně německy mluvící, je zásluhou mennonitů, kteří se zde usadili kolem roku 1570, stejně jako na Montagne du Droit (německy Sonnenberg) a Montbautier (Stierenberg), s povolením basilejského knížete-biskupa na hřebenech Jury.
Podle zprávy Rady Evropy je Mont-Tramelan oficiálně francouzsky mluvící obcí s německy mluvící většinou. V roce 1942 chtěla obec zavést němčinu jako úřední jazyk, což vedlo k napětí v okolních obcích. 19. června 1942 vláda toto rozhodnutí obce zrušila, ale úřady nadále používaly němčinu při jednání s německy mluvícími obyvateli. V roce 1952 bylo přijato další rozhodnutí ve prospěch němčiny. Proti úřednímu používání němčiny opakovaně protestovali obyvatelé francouzsky mluvící části Jury, zejména proti škole, která je od roku 1897 veřejná a dříve byla soukromou školou s německým jazykem, naposledy v roce 1980. Dnes se některé předměty vyučují ve francouzštině, téměř všichni žáci jsou bilingvní.

## Hospodářství
Mont-Tramelan dosud žije ze zemědělství, převažuje chov skotu a koní a mlékárenství. Mimo primární sektor je zde jen několik málo pracovních míst.

## Doprava
Obec leží na kantonální silnici z Tramelanu do Le Noirmont. Mont-Tramelan je napojen na síť veřejné dopravy prostřednictvím autobusové linky Postauto, která jezdí z Tramelanu do Saint-Imier.